# Лісове (Райгородоцька сільська громада)
Лісове (до 18 лютого 2016 р. — Червона Зірка) — село в Україні, у Бердичівському районі Житомирської області. Населення становить 41 осіб.
4 лютого 2016 року Постановою Верховної ради село Червона Зірка перейменоване на Лісове.

## Населення
Згідно з переписом УРСР 1989 року чисельність наявного населення села становила 49 осіб, з яких 19 чоловіків та 30 жінок.
За переписом населення України 2001 року в селі мешкала 41 особа. 100 % населення вказало своєю рідною мовою українську мову.